# BMW Concept Z4
Pour les articles homonymes, voir BMW, BMW Z4 et Z4.
La BMW Concept Z4 est un concept-car roadster BMW série Z du constructeur automobile allemand BMW, présenté en 2017 au Pebble Beach Concours d'Elegance en Californie aux États-Unis, puis au salon de l'automobile de Francfort. Il préfigure la 3e génération de BMW Z4, avec les BMW Z4 III de série de 2018.

## Histoire
En 2018, BMW renouvelle sa gamme BMW Z4 (BMW série Z) avec la 3e génération de BMW Z4 III 2018 de série.

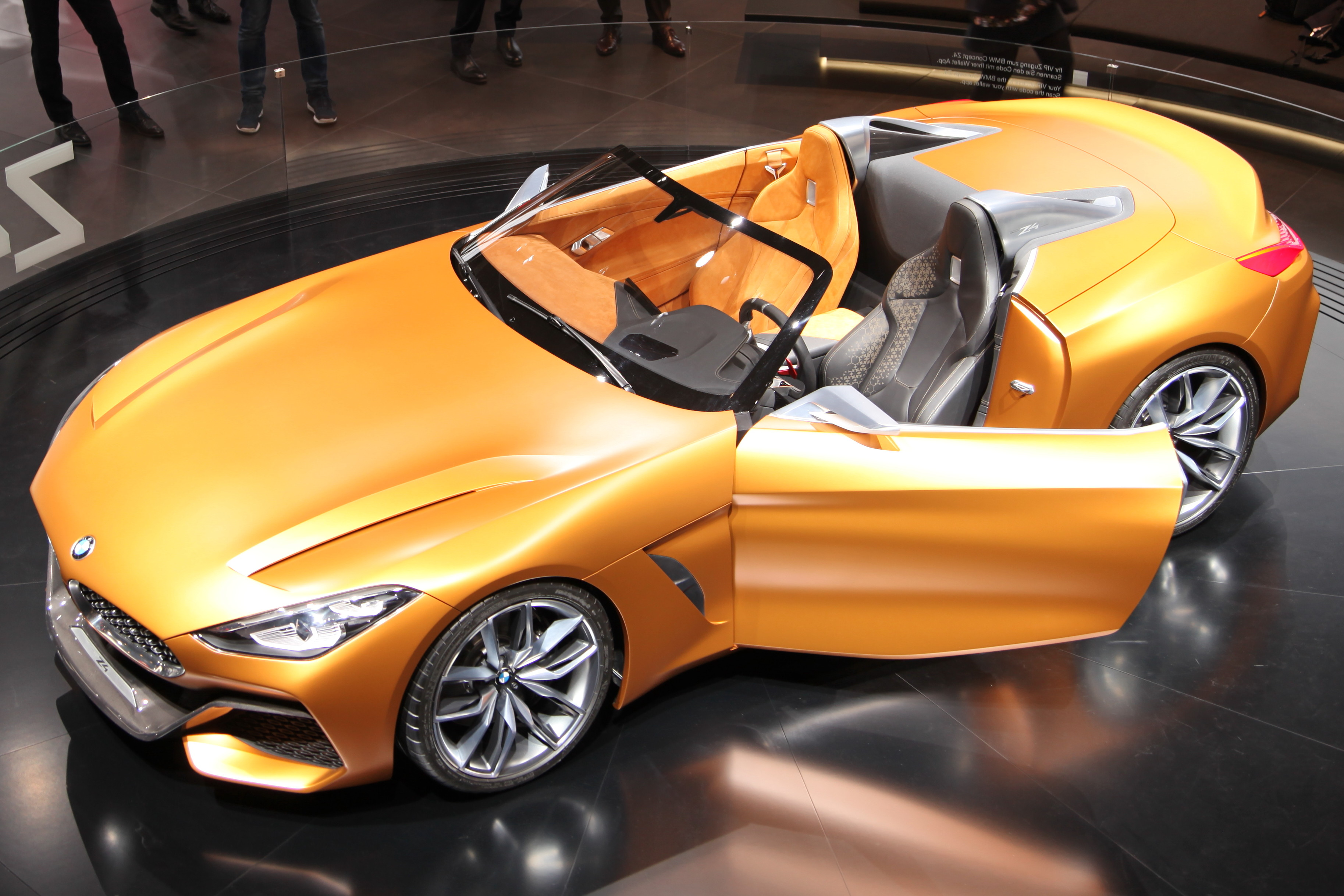
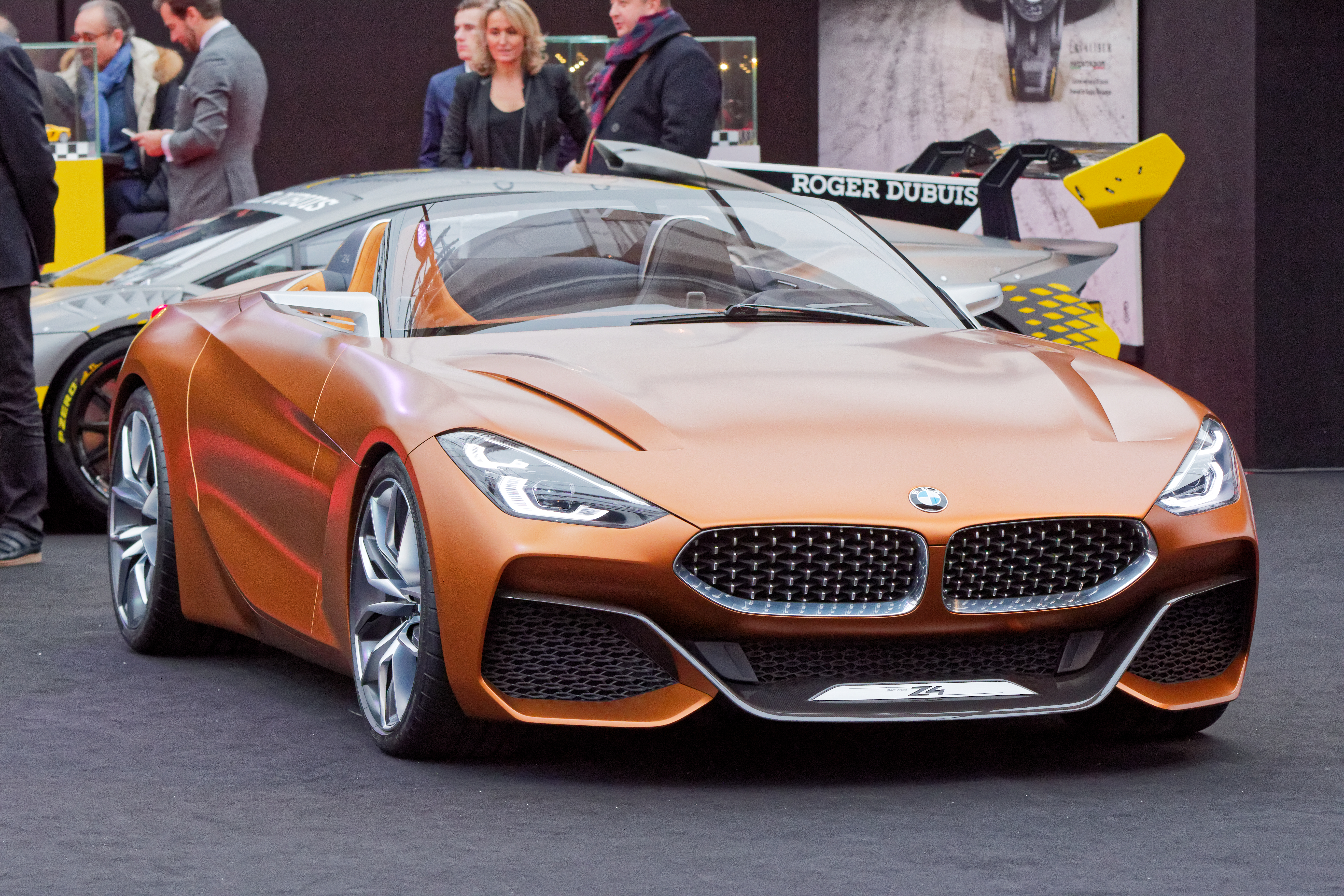

Le design du roadster est conçu par Adrian van Hooydonk, chef designer du groupe BMW-Mini-Rolls-Royce, inspiré entre autres du style des BMW série Z, BMW Vision ConnectedDrive 2011, BMW Série 4 2013, BMW M4 2014, BMW M5 (F90), BMW Série 8 II 2018..., avec couleur Energetic Orange Frozen, instrumentation 100 % numérique, et toit escamotable précédent remplacé par une capote en toile.

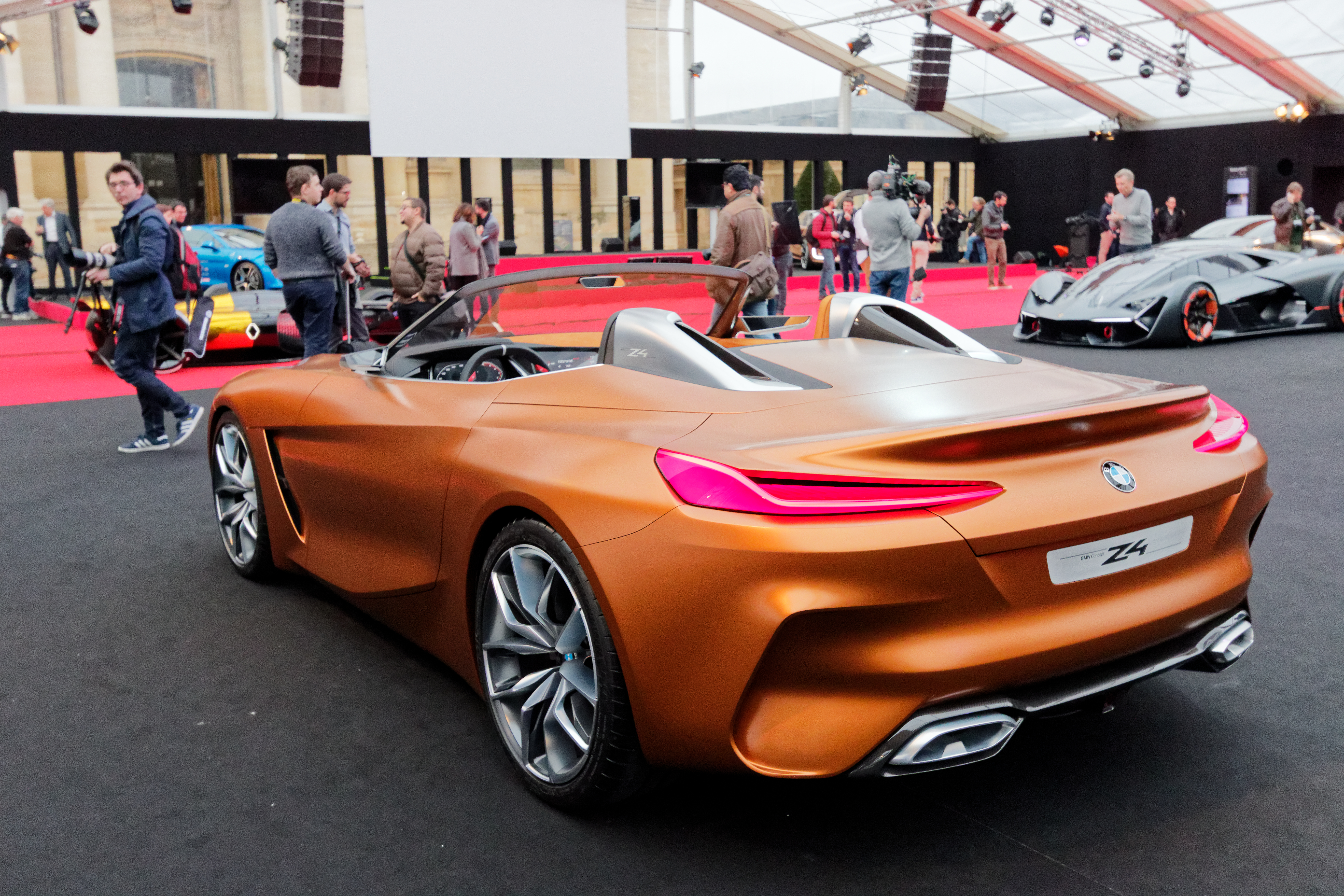
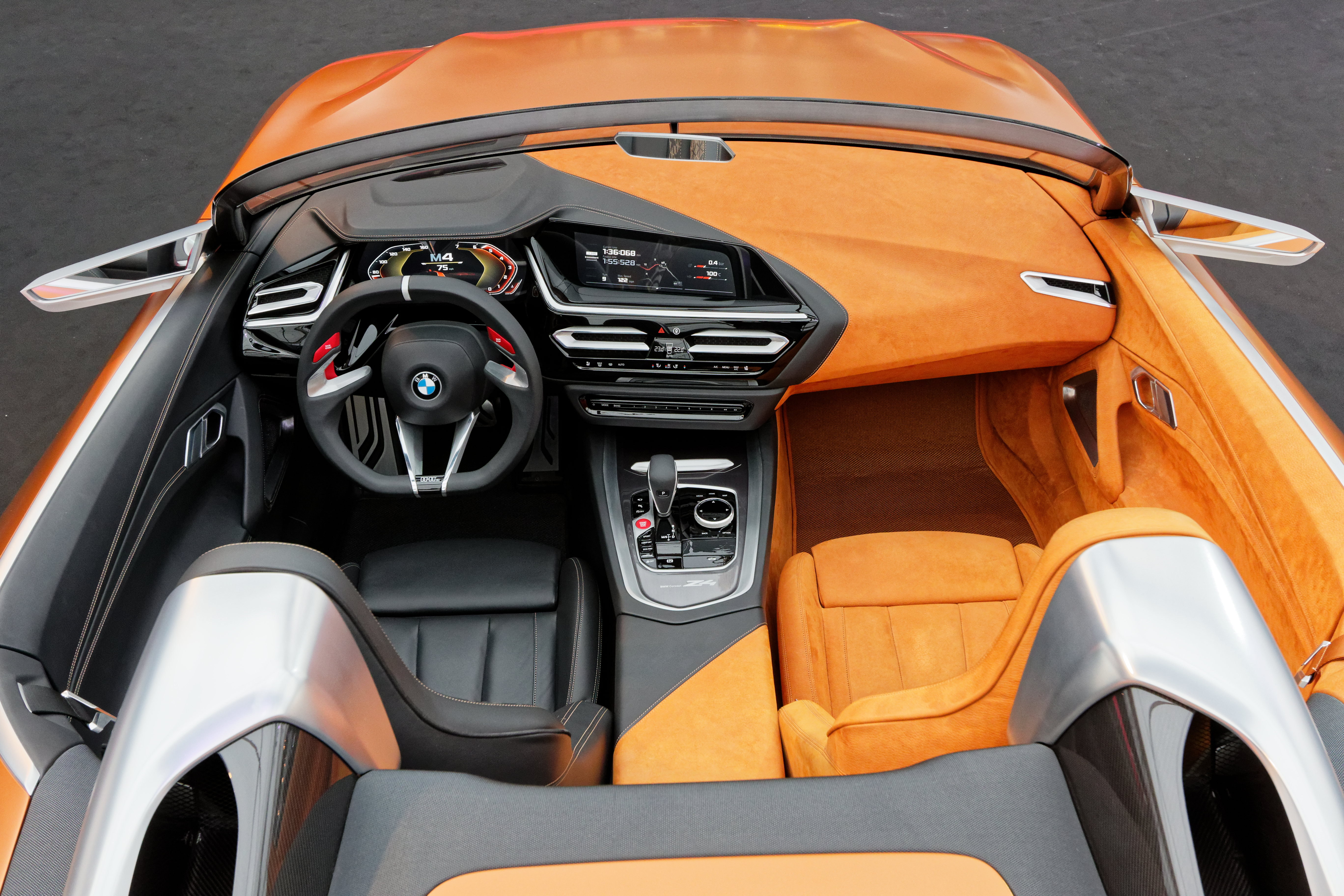
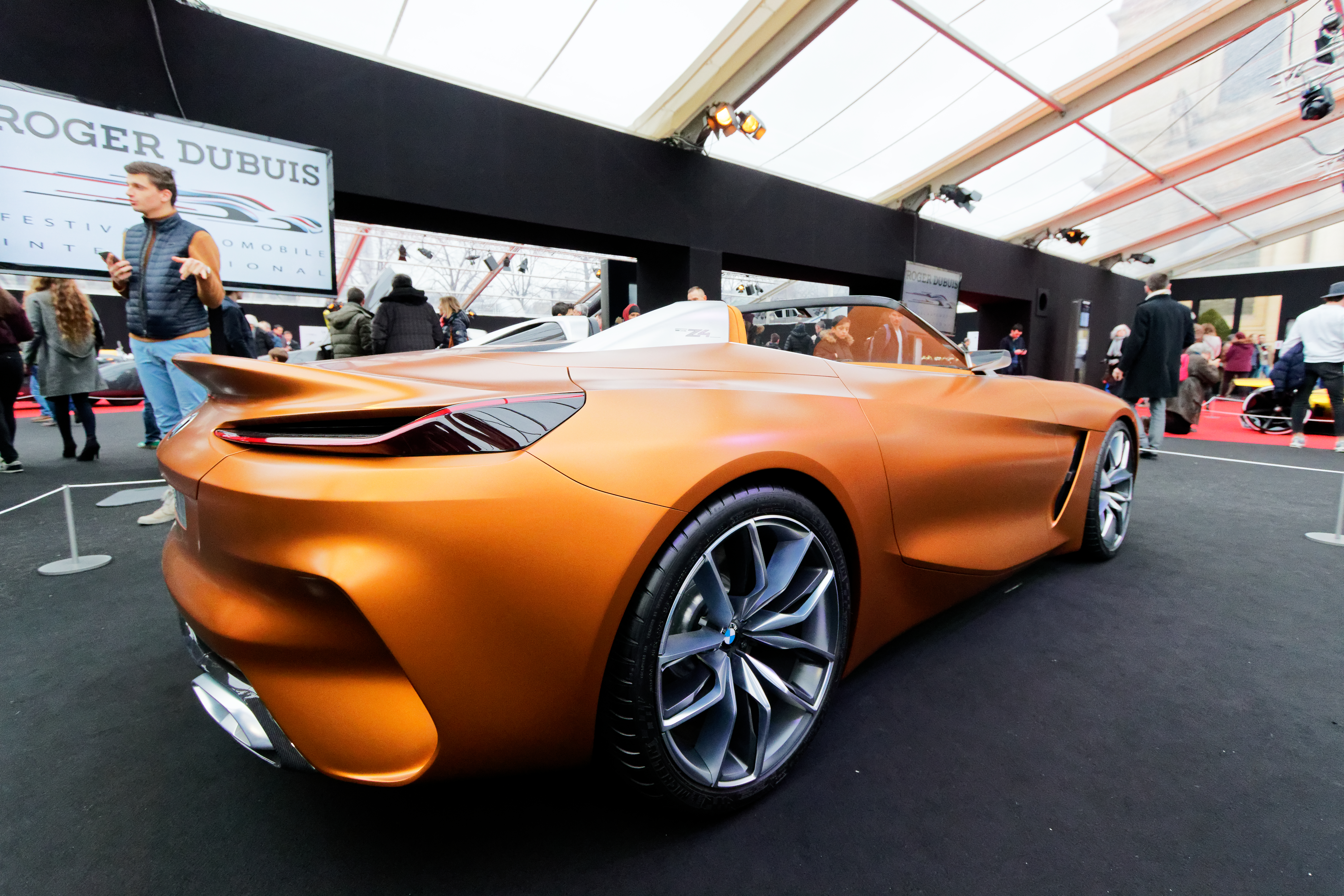

Le nouveau châssis BMW G29 est conçu en association avec le constructeur automobile japonais Toyota Motorsport, avec sa 5e génération de Toyota Supra (2019). 

BMW Z4 III (G29) 2018 de série
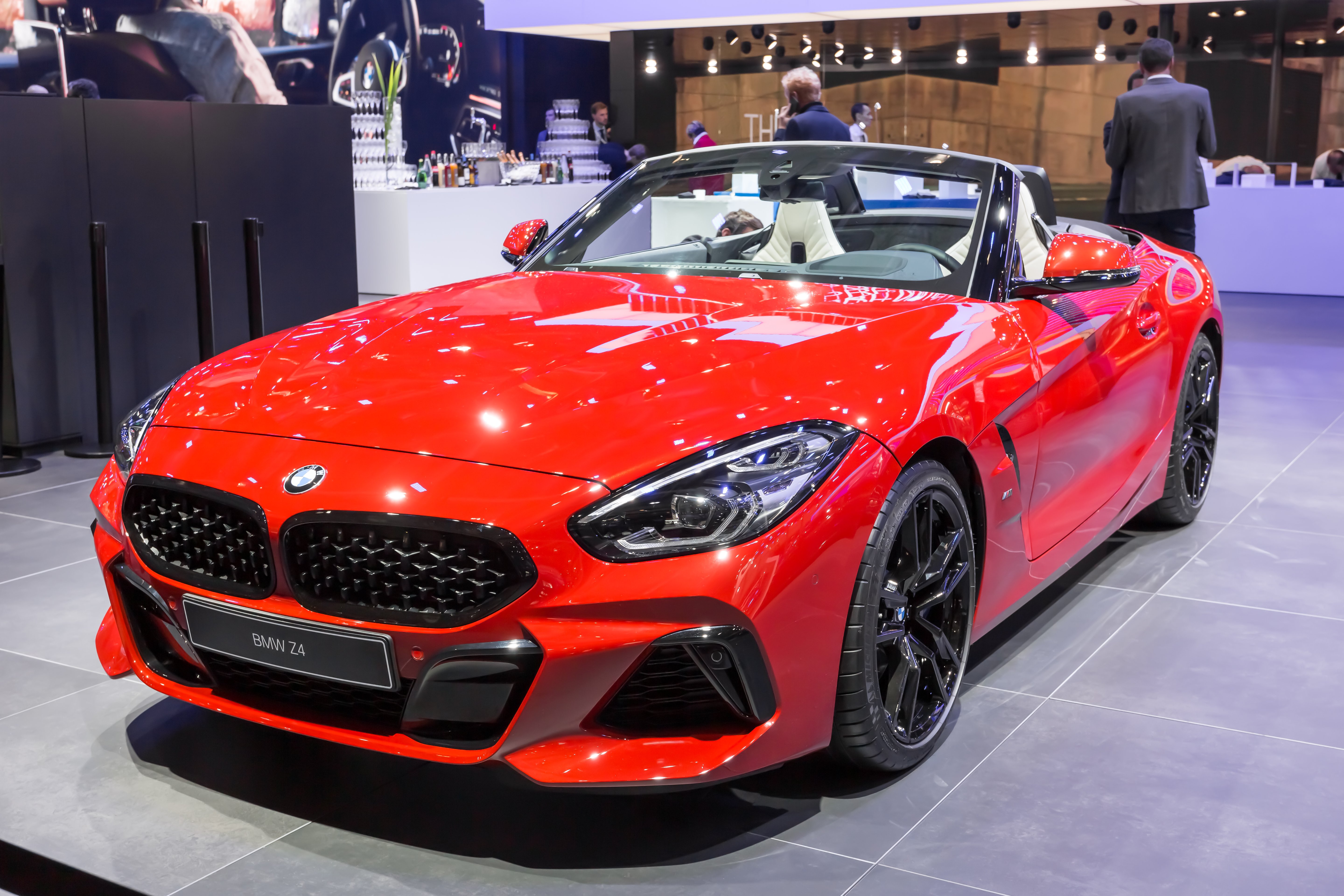
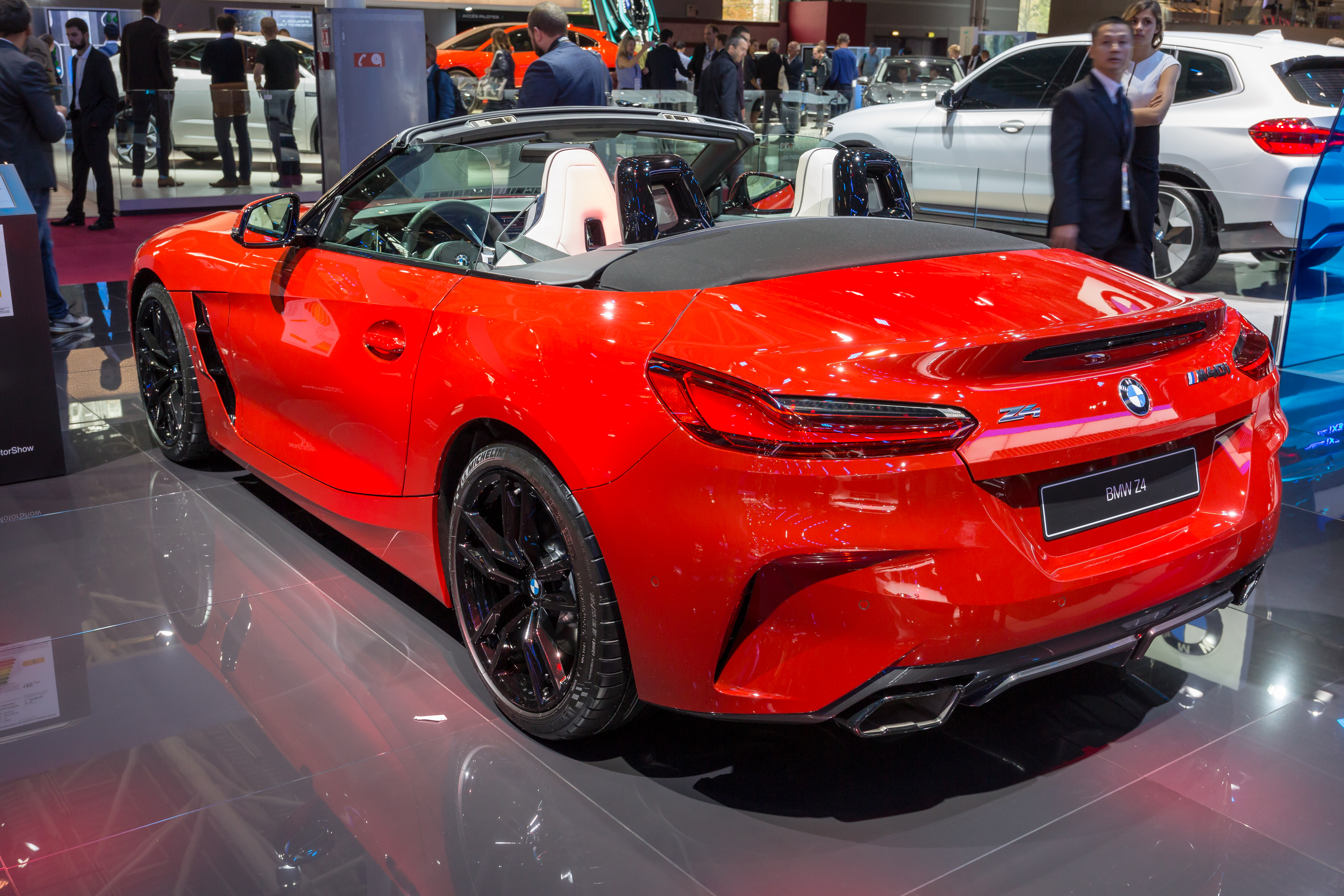

Aucune information n'est révélée par le constructeur pour la motorisation. Les BMW Z4 III de 2018 sont motorisées par des moteurs 6 cylindres en ligne BMW (3 L biturbo de 360 et 462 ch) ou 4 cylindres (2 L 192 et 252 ch) pour concurrencer en tarif et performances, entre autres les Mercedes-Benz Classe SLK/SLC (Type 172) Phase II (2016), Audi TT Roadster 8S Phase II (2018), et autres Porsche 718 Boxster (2016),...